# Orobophana
Orobophana is een geslacht van weekdieren uit de klasse van de Gastropoda (slakken).

## Soorten
- Orobophana pacifica (Pease, 1865)
- Orobophana uberta (Gould, 1847)